# Джигда
Джигда́ (рос. Джигда) — село у складі Аяно-Майського району Хабаровського краю, Росія. Адміністративний центр та єдиний населений пункт Джигдинського сільського поселення.

## Населення
Населення — 264 особи (2010; 402 у 2002).
Національний склад (станом на 2002 рік):
- евенки — 60 %
- росіяни — 37 %